# Ugo Gregoretti
Ugo Gregoretti (Roma, 28 de septiembre de 1930-Ibidem, 5 de julio de 2019) fue un director televisivo y de teatro, actor, guionista, autor y presentador italiano.

## Biografía
Ingresó en 1953 a la RAI, donde trabajó como documentarista y director.  En 1960 ganó el Premio Italia por el documental televisivo La Sicilia del Gattopardo. En 1962 hizo su debut en la industria cinematográfica con la comedia I nuovi angeli.
En 1978 comenzó su actividad en el teatro como director de prosa y representaciones de ópera. Su actividad como director se caracterizó principalmente por una sensibilidad con respecto a los asuntos políticos y sociales, combinada con un uso peculiar de la ironía y la sátira. Fue presidente del Teatro de Turín de 1980 a 1989 y en 1995 fue elegido presidente de la Accademia Nazionale di Arte Drammatica Silvio D'Amico.
En 2010 fue premiado con un Nastro d'argento en honor a su trayectoria como director..

## Filmografía seleccionada
- Ro.go.pa.G. (1963)
- Omicron (1963)
- Les Plus belles escroqueries du monde (1964)
- Familias bonitas (1964)
- La terrazza (1980)
- Está pasando mañana (1988)
- Maggio musicale (1990)